# فینو دل مونته
فینو دل مونته (به ایتالیایی: Fino del Monte) یک کومونه در ایتالیا است که در استان برگامو واقع شده‌است.

## خصوصیات
فینو دل مونته ۴٫۴ کیلومترمربع مساحت و ۱٬۱۵۶ نفر جمعیت دارد و ۶۶۲ متر بالاتر از سطح دریا واقع شده‌است.